# Balloon Fight
 (décembre 2018).
Si vous disposez d'ouvrages ou d'articles de référence ou si vous connaissez des sites web de qualité traitant du thème abordé ici, merci de compléter l'article en donnant les références utiles à sa vérifiabilité et en les liant à la section « Notes et références ».
Balloon Fight (バルーンファイト, Barūn Faito) est un jeu vidéo de plates-formes développé par Nintendo R&D1 et édité par Nintendo, sorti sur arcade en 1984. La version arcade est appelée Vs. Balloon Fight. Le jeu sort ensuite sur Nintendo Entertainment System en 1985 au Japon, en 1986 en Amérique du Nord et en 1987 en Europe, en même temps que la sortie de la console dans cette région.
Son gameplay est similaire à celui de Joust, créé par la société américaine Williams Electronics, et sorti en 1982 sur borne d'arcade.

## Système de jeu
Balloon Fight est un jeu de plates-formes dans lequel le joueur contrôle un personnage qui flotte dans les airs à l'aide de deux ballons qui lui sont attachés. Le but du jeu est de faire s'écraser au sol les ennemis équipés eux aussi de ballons en touchant à ses derniers pour les faire éclater. Le joueur doit gérer l'inertie de son personnage et peut gagner en altitude en appuyant à répétition sur le bouton A ou B,. Les ennemis disposent de parachutes qu'ils déploient une fois leurs ballons crevés, et gonflent de nouveaux ballons dans le cas où ils atterrissent sur une plateforme. Le joueur doit alors les toucher à nouveau pour les éliminer pour de bon,.

## Modes de jeu
Plusieurs modes de jeu existent :
- deux modes (à la difficulté croissante) où le joueur doit éliminer tous les ennemis d'un niveau, pour passer au niveau suivant ; ceci sur plusieurs dizaines de niveaux ;
- un mode « Balloon Trip » où le joueur doit traverser un très long niveau de droite à gauche sans jamais toucher les pièges tendus sur son chemin (par exemple des étoiles).

## Suites et rééditions
Le jeu, bien qu'il ne connût pas le succès énorme de Super Mario Bros. ou The Legend of Zelda, resta culte dans le monde Nintendo. Il est donc souvent réédité pour le faire découvrir aux jeunes joueurs, ou encore référencé dans d'autres jeux Nintendo comme Wario Ware ou Super Smash Bros..
- Il a été réédité en « e-carte » (e-card) sous le nom de Balloon Fight-e pour le e-Reader, peut être obtenu dans Animal Crossing, et est ressorti dans la gamme Famicom Mini au Japon.
- Une suite de Balloon Fight, appelée Balloon Kid, est sortie en 1990 sur Game Boy.
- Dans WarioWare, Inc.: Mega Party Game$ sur GameCube, un mini-jeu fait référence à Balloon Fight.
- Il est possible de jouer à Balloon Fight en 3D dans le jeu Wii Wario Ware : Smooth Moves en utilisant le Nunchuk et la Wiimote.
- Un remake de Ballon Fight nommé Tingle's Balloon Fight DS est sorti sur Nintendo DS (mais n'a été distribué qu'à certains membres du Club Nintendo Japonais).
- Pour les trente ans de la NES, le jeu est disponible dans Nintendo eShop à prix réduit.
- Les joueurs possédant l'abonnement Nintendo Switch Online peuvent jouer à une multitude de jeux sur le logiciel Nintendo Entertainment System dont Balloon Fight.

## Dans d'autres jeux
- Dans les jeux Super Smash Bros. for 3DS/for Wii U et Super Smash Bros. Ultimate, le combattant Villageois utilise des ballons pour prendre son envol et se déplace de la même façon que le personnage incarné dans Balloon Fight.
- Dans Nintendo land, un jeu à part entière appelé Balloon Trip breeze rend hommage avec brio à son aîné. Le joueur doit cette fois jouer avec le stylet sur l'écran du Wiiu Gamepad.